# Pernitas Point
Pernitas Point é uma vila localizada no estado norte-americano do Texas, no Condado de Jim Wells e Condado de Live Oak.

## Demografia
Segundo o censo norte-americano de 2000, a sua população era de 269 habitantes.
Em 2006, foi estimada uma população de 258, um decréscimo de 11 (-4.1%).

## Geografia
De acordo com o United States Census Bureau tem uma área de
1,4 km², dos quais 1,4 km² cobertos por terra e 0,0 km² cobertos por água.

## Localidades na vizinhança
O diagrama seguinte representa as localidades num raio de 8 km ao redor de Pernitas Point.